# Departamento de Yungay
| Departamento de Yungay    | Departamento de Yungay                  |
| ------------------------- | --------------------------------------- |
| Cabecera:                 | Yungay                                  |
| Superficie:               | km²                                     |
| Habitantes:               | hab                                     |
| Comunas/ Subdelegaciones: | - Yungay - Pemuco - El Carmen - Tucapel |
| Ubicación                 |                                         |
|                           |                                         |

| Departamento de Yungay | Departamento de Yungay |
| ---------------------- | --- |
| Cabecera:              | Yungai |
| Superficie:            | km² |
| Habitantes:            | hab |
| Densidad:              | hab/km² |
| Subdelegaciones:       | - 1a Yungai - 2a El Pedregal - 3a Cholguán - 4a San Antonio - 5a Trilaleo - 6a Dañicalqui - 7a Los Laureles - 8a Pemuco - 9a Palpal - 10a Relbún - 11a El Cármen - 12a San Vicente |
| Municipalidades:       | - capital departamental: - Yungai - otras municipalidades (1891) - Pemuco (1891) - El Cármen (1891)                                                                                |
| Ubicación              | |
|                        | |

El Departamento de Yungay, o Departamento de Yungai es una antigua división territorial de Chile, que pertenecía a la Provincia de Ñuble. La cabecera del departamento fue Yungay. Fue creado a partir de la división del Departamento de Chillán. 

## Límites
El Departamento de Yungay limitaba:
- al norte con el Departamento de Chillán.
- al oeste con el Departamento de Bulnes.
- al sur con el Departamento de Rere, y desde 1928 con el Departamento de Yumbel.
- Al este con la Cordillera de los Andes

## Administración
La administración estuvo en Yungay, en donde se encontraba la Gobernación Departamental. Para la administración local del departamento se encuentra, además, la Ilustre Municipalidad de Yungai (Yungay).
El 22 de diciembre de 1891, se crea la Municipalidad de Pemuco, con sede en Pemuco, administrando las subdelegaciones 7a Los Laureles, 8a Pemuco y 10a Relbun, del departamento con los límites que les asigna el decreto del 19 de octubre de 1885
El 22 de diciembre de 1891, se crea la Municipalidad de El Cármen, con sede en El Cármen, administrando las subdelegaciones 9a Palpal, 11a El Cármen y 12a San Vicente, del departamento con los límites que les asigna el decreto del 19 de octubre de 1885
Las subdelegaciones 1a Yungai, 2a El Pedregal, 3a Cholguán, 4a san Antonio, 5a Trilaleo y 6a Dañicalqui del departamento con los límites que les asigna el decreto del 19 de octubre de 1885 son administradas por la Ilustre Municipalidad de Yungai.

## Subdelegaciones
De acuerdo al decreto del 19 de octubre de 1885, las siguientes son las subdelegaciones:
- 1a Yungai (Yungay)
- 2a El Pedregal
- 3a Cholguán
- 4a San Antonio
- 5a Trilaleo
- 6a Dañicalqui
- 7a Los Laureles
- 8a Pemuco
- 9a Palpal
- 10a Relbun (Relbún)
- 11a El Cármen (El Carmen)
- 12a San Vicente
- 13a Cartago

## Comunas y subdelegaciones (1927)
De acuerdo al DFL 8583 en el departamento se crean las siguientes comunas y subdelegaciones:
- Yungay, que comprende las antiguas subdelegaciones 1.a Yungay, 2.a El Pedregal, 3.a Cholguán, 4.a San Antonio y 5.a Trilaleo, del antiguo departamento de Yungay, y la parte de las antiguas subdelegaciones del mismo departamento, 6.a Dañicalqui y 7.a Los Laureles, que queda al Sur del río Dañicalqui.
- Pemuco, que comprende las antiguas subdelegaciones 8.a Pemuco y 10.a Relbún, del antiguo departamento de Yungay, y la parte de las antiguas subdelegaciones del mismo departamento, 6.a Dañicalqui v 7.a Los Laureles, que queda al norte del río Dañicalqui
- El Carmen, que comprende las antiguas subdelegaciones 9.a Palpal, 11.a El Carmen y 12.a San Vicente, del antiguo departamento de Yungay.
- Tucapel, que comprende las antiguas subdelegaciones 8.a Tucapel, 10.a Reñico y 11.a Trupán del antiguo Departamento de Rere, y la antigua subdelegación 20.a Antuco, del antiguo departamento de La Laja.